# Ampelopteris
Ampelopteris, monotipski rod papratnica iz porodice Thelypteridaceae, dio reda osladolike. Jedina vrsta je A. prolifera iz južne i jugoistočne Azije, Afrike i Australije
Prvi puta opisana je 1791. kao Hemionitis prolifera.

## Sinonimi
- Abacopteris prolifera (Retz.) W.C.Shieh
- Ampelopteris elegans Kunze
- Ampelopteris firma Kunze
- Aspidium proliferum (Retz.) Christ
- Aspidium proliferum (Retz.) Hieron.
- Cyclosorus prolifer (Retz.) Tardieu ex Tardieu & C.Chr.
- Dryopteris prolifera (Retz.) C.Chr.
- Goniopteris meniscioides Fée
- Goniopteris prolifera (Retz.) C.Presl
- Hemionitis prolifera Retz.
- Meniscium proliferum (Retz.) Sw.
- Nephrodium proliferum (Retz.) Keyserl.
- Phegopteris luxurians (Kunze) Mett.
- Phegopteris meniscioides (Fée) Ettingsh.
- Phegopteris prolifera (Retz.) Kuhn
- Polypodium luxurians Kunze
- Polypodium proliferum (Retz.) Roxb. ex Wall.
- Polypodium proliferum Roxb., Griffith
- Thelypteris prolifera (Retz.) C.F.Reed
- Thelypteris prolifera (Retz.) Vorster